# Ірландська волинка
Ірландська волинка (англ. uilleann pipes, і́лян пайпс, ліктьова волинка, також (рідше) union pipes ю́ніон пайпс) — варіант волинки, розповсюджений в Ірландії.
Ірландська волинка застосовується в основному як інструмент для виконання ірландської народної музики, хоча в останній час, завдяки вдосконаленню будови і технічної майстерності виконавців, вона проникнула і в інші музичні стилі.
В силу того, що чантер (мелодична трубка) ірландської волинки має діапазон у дві повних октави і може оснащуватись клапанами, які дають можливість грати півтони, сучасна ірландська волинка — це достатньо універсальний та гнучкий інструмент, який може застосовуватися в різноманітних музичних стилях.

## Історія

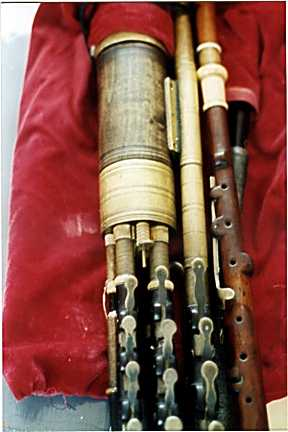
Сток, регулятори, бурдонний патрубок і чантер uilleann pipes

Найдавніша ірландська волинка, за свідченнями брегонських законів п'ятого століття, була селянським інструментом, в мішок якого повітря нагніталося ротом. У стародавніх ірландських літописах зустрічаються згадки про cuisleannach — волинщиків—трубкодувів (pipe blowers). Важко сказати, коли точно волинка вперше з'явилась в Ірландії, але відомо, що в своїй ранній формі вона нагадувала сучасну шотландську.
У XVII столітті в Ірландії, серед вищого та нижчого класів отримала популярність волинка с ліктьовим нагнітанням повітря, подібна до французької волинки musette (мюзетт).
До XVIII століття дещо вдосконалена uilleann pipes витіснила арфу як ведучий інструмент у більшій частині жанрів ірландської музики. У другій половині XVIII століття винайдення чантера (мелодичної трубки) з клапанами, регуляторів, а також, пізніше, інші вдосконалення таких майстрів, як Іґан (Egan) з Дубліна призвели до появи інструменту, який зараз називають найбільш розвиненою волинкою в світі.
Ірландська волинка — безперечно, найбільш розвинений і складний варіант волинки на сьогоднішній день. Повний сет (full set — комплект) uilleann pipes включає повітряний мішок, міхи, чантер, три бурдона і три регулятора.

## Будова і спосіб гри

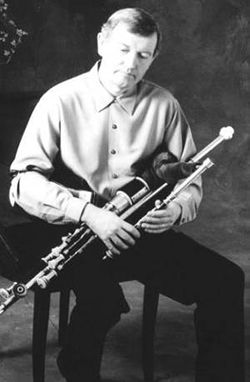
Ліам О'Флінн грає на ірландській волинці

В мішок uilleann pipes повітря нагнітається ліктьовими міхами, на відміну, наприклад, від шотландської гірської волинки (scottish highland bagpipe), в мішок якої повітря нагнітається ротом. Діапазон чантера uilleann pipes — дві октави; у шотландської волинки — всього 9 тонів. У випадку, якщо чантер волинки робиться в тональності D (ре), діапазон може бути навіть більшим — до С (до) третьої октави. Чантер має сім отворів з лицьового боку та один для великого пальця з тильного боку.
Бурдонні патрубки — бас, баритон і тенор, вставляються в спільну основу (сток) і, будучи увімкненими, дають безперервний тон протягом усієї мелодії. Патрубки-регулятори (regulators), їх також зазвичай три, бас, баритон і тенор, лежать упоперек стегна музиканта таким чином, що їх клапана можуть натискатися нижньою частиною долоні правої руки, яка грає на чантері. Розташування клапанів по три в ряд дозволяє грати простий гармонічний акомпанемент.
Грають на інструменті сидячи. Музикант прикріпляє ременем міхи до правого ліктя, яким накачує повітря в мішок. Поток повітря з мішка контролюється лівим ліктем, посиленням тиску на нього досягається перехід до другої (верхньої) октави. Аплікатура чантера закрита. Чантер розташовується над правим стегном. Правою рукою грають на нижніх нотах чантера, а її зап'ястям керують бурдонами і грають акомпанемент на регуляторах.
Irish uilleann pipes має незвичайний для волинок тембр звуку — він середній за гучністю, м'який і соковитий.
Через складність будови та дорожнечу ірландська волинка зустрічається в різних комплектаціях:
- «навчальний комплект» practice set — чантер без клапанів, з мішком і міхами, для початкового навчання
- «половинний комплект» half set — інструмент з бурдонними патрубками, але без регуляторів
- «повний комплект» full set — інструмент в повному зборі, з регуляторами і бурдонами, чантер може бути з клапанами

Ірландська волинка — інструмент дорогий навіть за європейськими та американскими мірками, тому, як правило, спочатку купують практіс сет, в міру навчання додають до нього бурдони, перетворюючи його в хаф сет, і, нарешті, ще через якийсь час купують регулятори і чантер з клапанами, отримуючи фул сет.

## Ірландська військова волинка

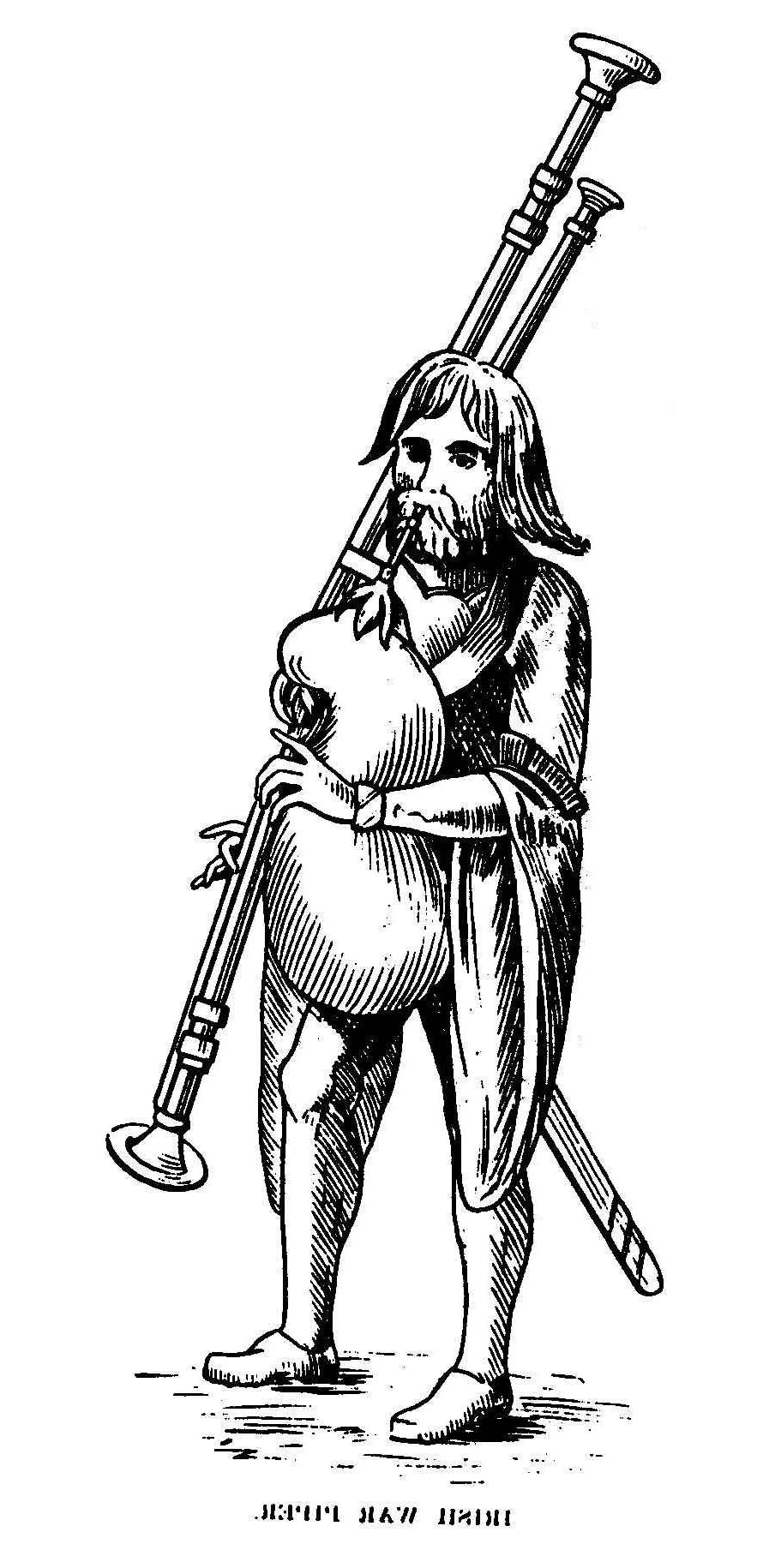
Irish War Piper, з гравюри XVI ст.

В Ірландії існує ще один тип волинки під назвою Irish War Pipes — ірландська військова волинка, у наші дні вона за будовою та особливостями дуже схожа на шотландську гірську волинку, але має тільки один бурдонний патрубок (у шотландської 3).
Подібна волинка існувала в Ірландії ще в XVI столітті.
Irish War Pipes розповсюджена в основному на півночі Ірландії.